# Alain Derobe
Alain Derobe – francuski operator filmowy, twórca metody „Naturalnej Głębi” uznawanej za najbardziej bezpieczną dla ludzkiego oka percepcji 3D. W październiku 2013 roku odbyła się pierwsza edycja festiwalu filmowego 3D Image Festival jemu dedykowana.